# Famille Etignard de La Faulotte
La famille Etignard de La Faulotte, anciennement Etignard, est une ancienne famille de la bourgeoisie française originaire de Château-Chinon dans le département de la Nièvre. Elle s'est éteinte au XXe siècle.
Famille d'origine protestante dite de noblesse inachevée,, ayant fait fortune dans le négoce et la banque avant de se tourner vers la haute fonction publique et le service de l'État, elle incarne, par sa trajectoire sociale, ses alliances, sa sociabilité et ses modes de vie, un exemple intéressant de la recomposition des élites parisiennes ainsi que de l'identité aristocratique au XIXe siècle.

## Histoire

Plan des terrains à vendre appartenant à M. de La Faulotte, à côté de l'église de la Madeleine (1823).

Chaix d'Est-Ange indique que cette famille appartenait, au XVIIe siècle, à la haute bourgeoisie protestante de la ville de Château-Chinon. Elle vint au siècle suivant, dès 1714, s'établir à Paris où elle acquit une fortune considérable dans le commerce des bois,. L. Bergeron évoque ainsi le chiffre de 50 à 60 000 F. de rente foncière annuelle pour Claude de La Faulotte de Neuilly (1756-1811), résultant de sa possession de grands biens fonciers dont un chantier de bois près de la Madeleine (cf. plan), l'ensemble de son patrimoine étant estimé, à sa mort en 1811, à 900 000 F.. Cette solide assise économique lui permettra de devenir propriétaire du domaine de Vermenoux, près de Château-Chinon, acheté dès 1783 à Girardot de Chandauphin.
La Révolution française et, avec elle, l'abolition de la noblesse (par le décret du 19 juin 1790) et la suppression des offices de secrétaires du roi de la grande et des petites chancelleries le 27 avril 1791 viennent stopper le processus d'accession au Second Ordre de la famille de La Faulotte débuté avec l'obtention, en 1785, de la charge de conseiller-secrétaire du roi par le père de ce premier Claude, également appelé Claude de La Faulotte (1718-1809).
L'ascension sociale de la famille ne s'en poursuit pas moins, au XIXe siècle, avec l'accession de plusieurs de ses membres à de hautes fonctions publiques (conseiller à la cour de cassation, auditeurs au Conseil d'État, etc.) et des alliances formées avec plusieurs familles de la noblesse. En 1834, la fille de Claude de La Faulotte de Neuilly (1756-1811), Blanche, épouse Charles Le Peletier d'Aunay (1803-1868). Deux des trois fils d'Ernest de La Faulotte (1819-1872) se marient, l'un avec la fille de Nicolas Martin du Nord en 1875 puis, au décès de celle-ci, avec une Saint-Phalle, le second, Henri (1851-1928), avec la fille d'Eugène Pajol, lui-même rejeton d'une grande famille de l'Empire  - il était le fils du général comte Pajol et le petit-fils du maréchal Oudinot -, marié à une descendante du maréchal Mortier et très proche de l'Empereur Napoléon III dont il fut l'aide de camp. La pratique du mariage avec des familles de l'Empire se maintient à la génération suivante par celui de la fille unique d'Henri de La Faulotte, Hélène, avec un Davout en 1902, alliance dont Charles Bocher (1816-1908) observait, dans ses mémoires, qu'elle réunissait « sous un même nom, trois familles de l'Empire »: celles du duc d'Auerstaedt, du duc de Trévise et du duc de Reggio.
Le mariage, en 1908, du dernier porteur du nom masculin, Alexandre de La Faulotte (1876-1957) avec Élizabeth O'Connor (dont la mère était une Ganay) est rapporté dans la presse de l'époque avec un luxe de détails où fleurissent les grands noms, témoignant ainsi de l'ampleur du réseau de relations de la famille et de la visibilité mondaine dont elle jouissait au début du XXe siècle,.

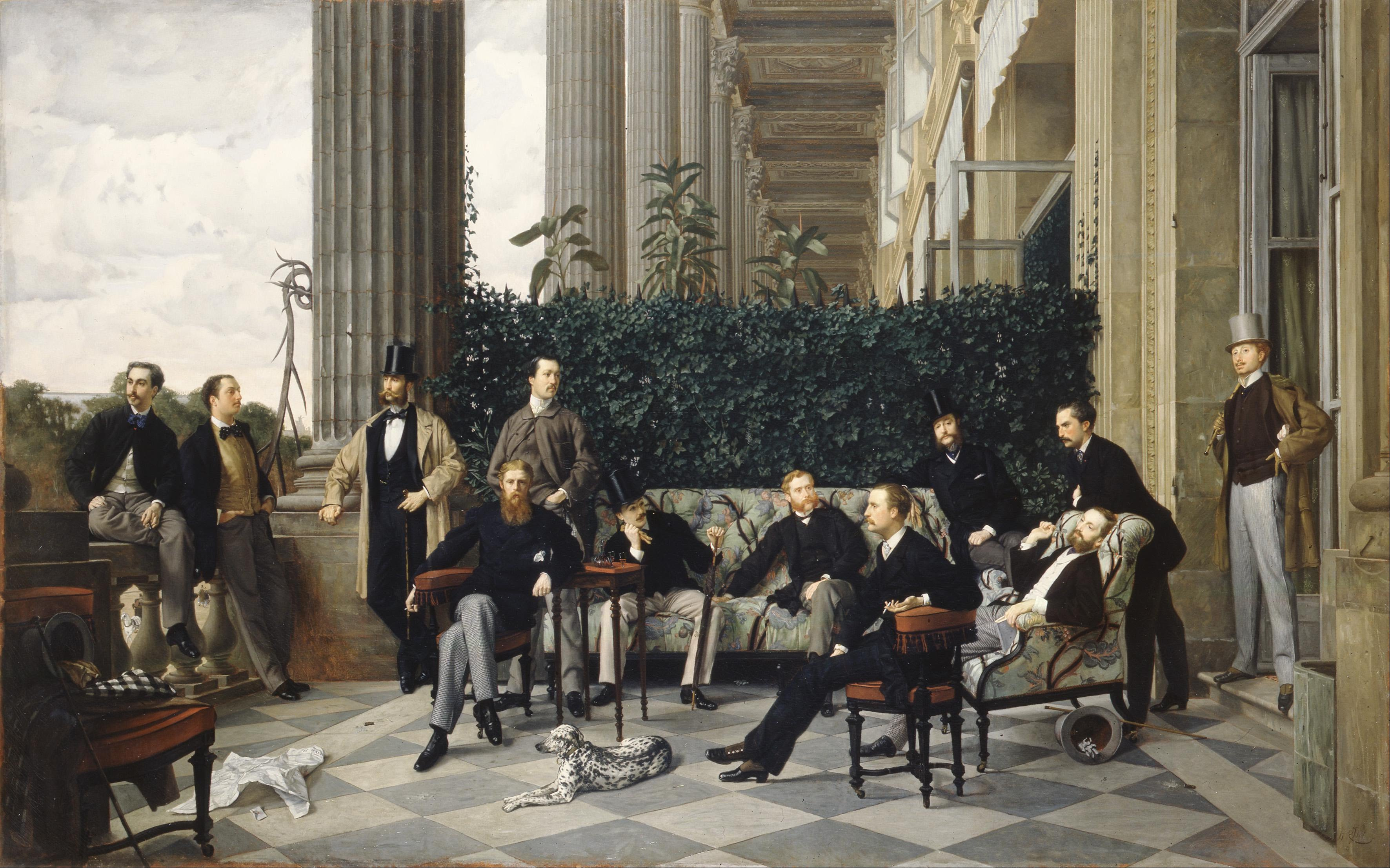
Le Cercle de la rue Royale, de James Tissot (1866). Les La Faulotte furent membres de plusieurs grands cercles parisiens,,.

## Liens de filiation entre les personnalités
La lecture des actes de l'état civil (naissances, mariages, décès) depuis le XVIIIe siècle permettent d'établir les liens suivants de filiation :
- Claude Etignard de La Faulotte (1718-1809), marchand de bois à Paris, conseiller-secrétaire du Roi (1785) en la chancellerie près le parlement de Grenoble[9], maire perpétuel de Château-Chinon en 1786[21]. Le 9 juillet 1744 à Paris, il épouse Élisabeth Wyriot.
  - Jacques Etignard de La Faulotte (1746-1809), conseiller du roi, lieutenant en l'élection de Château-Chinon. En 1777, il épouse Suzanne Marie Roger de La Baume.
    - Jacques Claude Etignard de La Faulotte (1781- ), marchand de bois à Paris, épouse Émilie Le Mire en 1808.
      - Jacques-Léon Etignard de La Faulotte (1809-1887), chef de cabinet du garde des sceaux (1851)[22], président de chambre à la cour d'appel de Paris (1874), conseiller à la Cour de cassation (1876)[23], officier de la Légion d'honneur (1876), officier d'académie[24].

    - Claude Louis Etignard de la Faulotte (1786-1852), marchand de bois, officier de la Légion d'honneur. Le 9 mars 1813 à Paris, il épouse Germaine Bacot.
      - Ernest Etignard de La Faulotte (1819-1872), auditeur au Conseil d'État (1846)[25], collectionneur d'art[26],[27]. Il épouse Marie Etignard de La Faulotte.
        - Louis Etignard de La Faulotte (1847-1906), auditeur au Conseil d'État (démissionnaire en 1879[28]), maire de Bruyères-le-Chatel (Essonne), administrateur de sociétés[29], époux de Delphine Martin du Nord puis de Catherine de Saint-Phalle
        - Henri Etignard de La Faulotte (1851-1928), secrétaire d'ambassade[13], conseiller dans le cabinet du marquis de Banneville en 1877[30], membre du Jockey-Club[18], maire de Brémontier-Merval (1881-1927)[31]. Le 16 novembre 1878 à Paris, il épouse Malvina Pajol (fille de Louis Eugène Léonce Pajol).
          - Hélène Etignard de La Faulotte (1880-1946), épouse à Paris le 19 février 1902 Louis d'Avout, duc d'Auerstaedt (1877-1958)[13]. De ce mariage, sont nés 14 enfants entre 1903 et 1923.

    - Alexandre Jacques Etignard de La Faulotte (1789-1844), négociant, chef de bataillon dans la garde nationale, conseiller général de la Seine, conseiller municipal de Paris (1834)[32], chevalier de la Légion d'honneur. Il épouse Adèle Anna Grau de Saint-Vincent puis Victorine Didier.
      - Adèle Étignard de La Faulotte (1816-1891) épouse d'Antonin Dimier de La Brunetière, maire d'Arrou, et mère du général Louis Gaëtan Dimier de La Brunetière.
      - Léonie Étignard de La Faulotte (1820-1873) épouse du banquier Henri-Charles Goüin (fils d'Henry Goüin).
      - Lucie Jeanne Etignard de La Faulotte (1837-1907) épouse le peintre Georges Rodrigues-Henriques le 24 mai 1858 à Paris

  - Claude Etignard de La Faulotte de Neuilly (1756-1811), marchand de bois, actionnaire de la Banque de France[7],[33].
  - Élisabeth Étignard de La Faulotte (1756-1812) épouse de César Joseph Bacot, mère de Claude-René Bacot de Romand et de César Bacot.

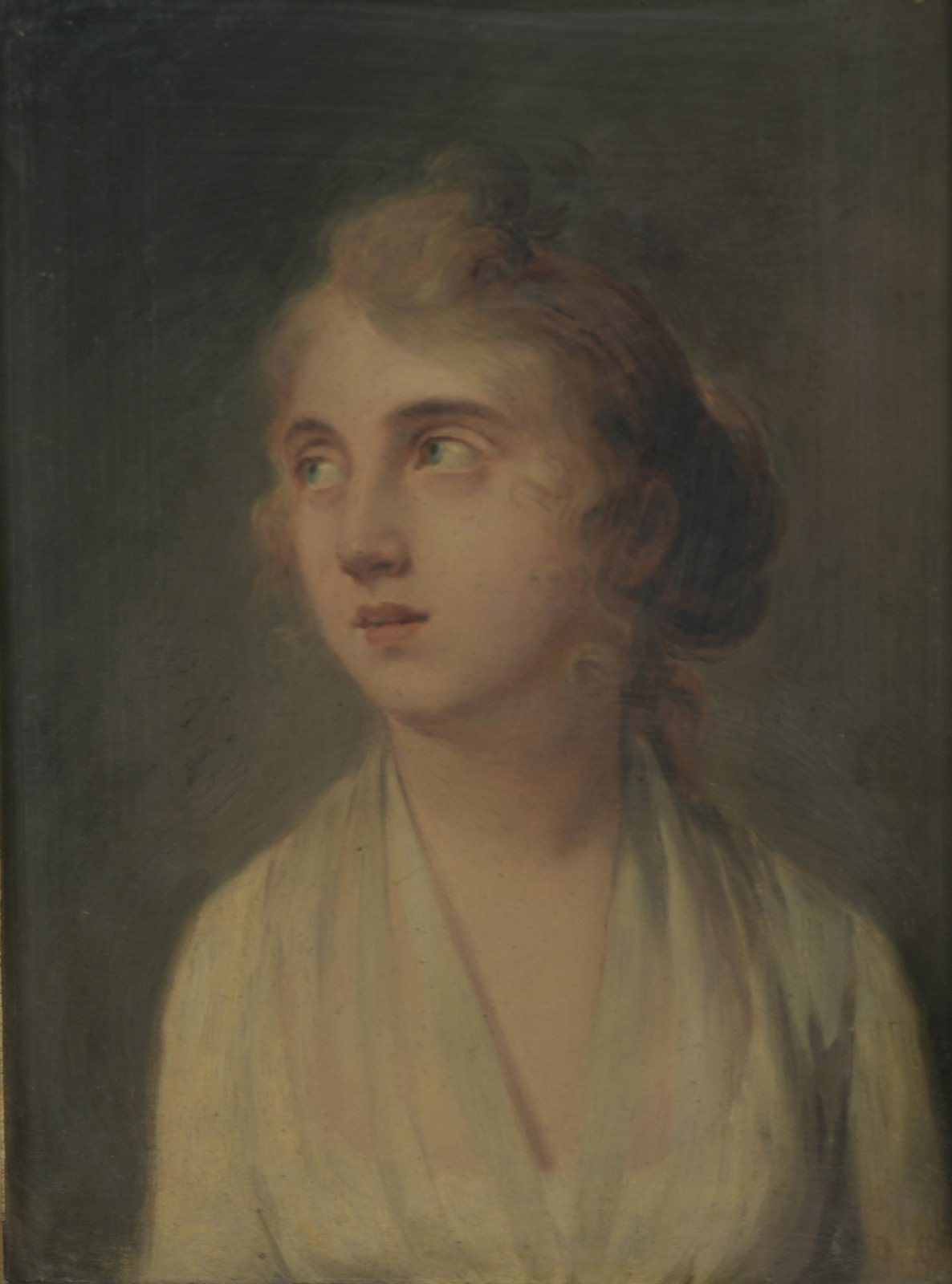
Anne Elisabeth Suzanne Etignard de la Faulotte (1784-1826).
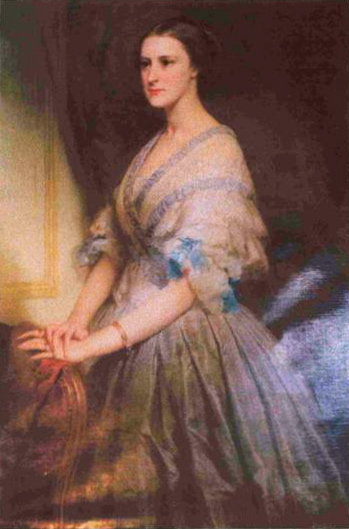
Lucie Jeanne Etignard de La Faulotte (1837-1907).
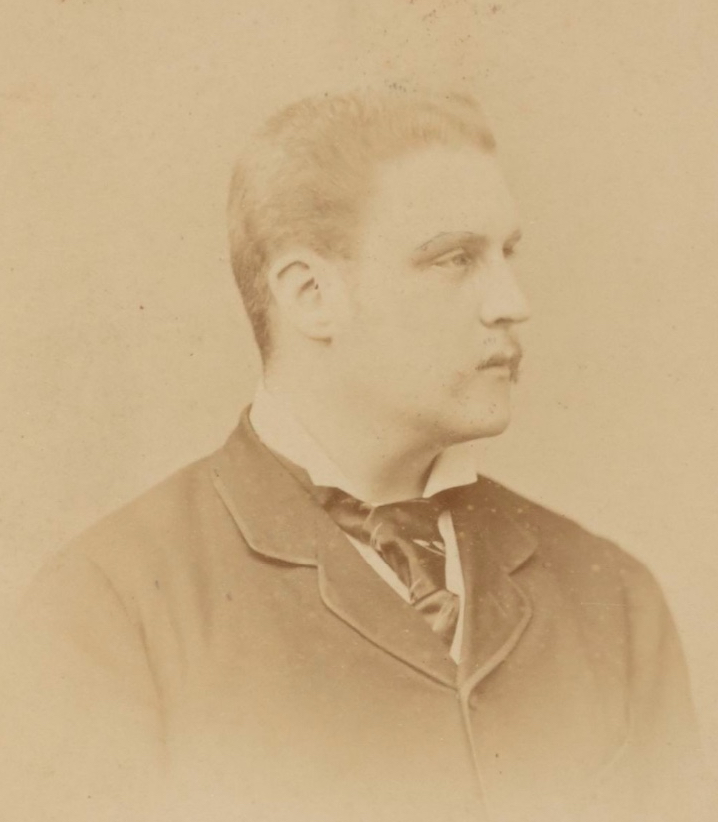
Henri Etignard de la Faulotte (1851-1928).
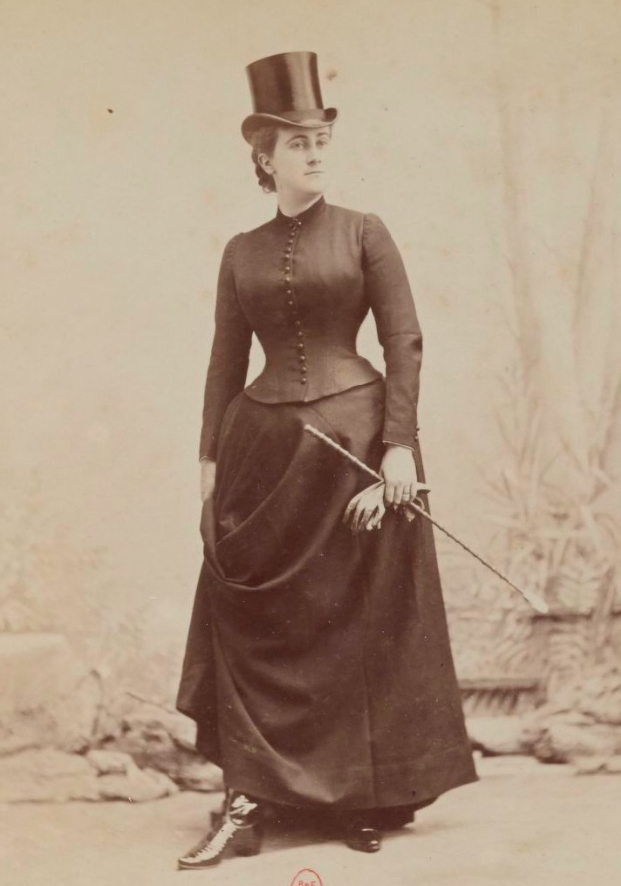
Hélène Etignard de La Faulotte (1880-1946), épouse du duc d'Auerstaedt.

## Propriétés
La famille Etignard de La Faulotte a possédé plusieurs demeures :
- le château de la Faulotte dans le Val-de-Marne : vandalisé lors de la guerre franco-allemande de 1870, définitivement détruit en 1896, une partie de ses décors peints par Fragonard furent rachetés par le 3e duc de Rivoli et intégrés à la villa Masséna à Nice[34] ;
- le château de Coulon dans le département de l'Yonne ;
- le château du Bréau en Seine-et-Marne ;
- le château de Bellozanne en Seine-Maritime[31] ;
- le château de Bois-Himont en Seine-Maritime ;
- et l'hôtel La Faulotte à Châtenay-Malabry[35].

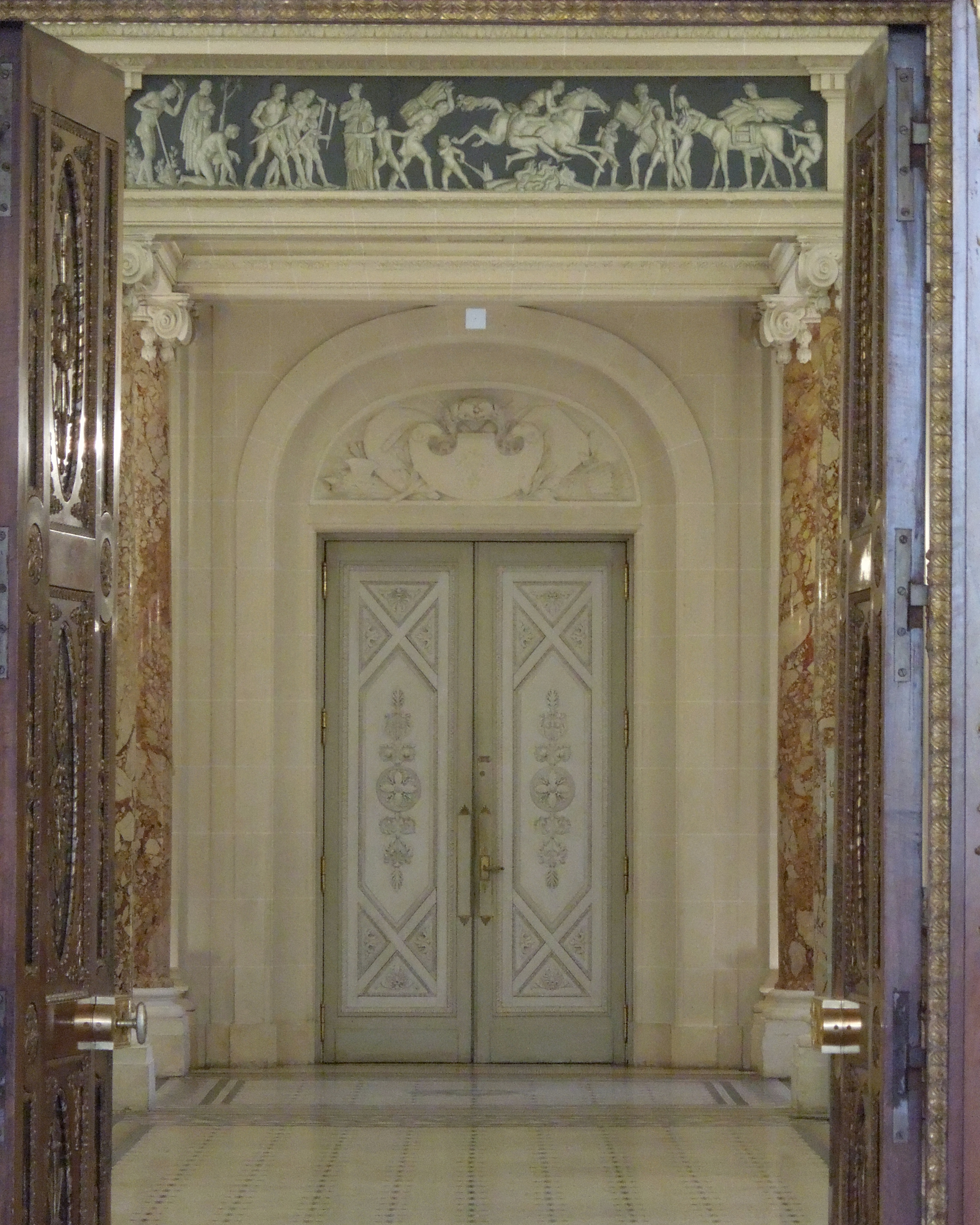
Villa Masséna : frise de la grande galerie peinte par Fragonard pour le château de La Faulotte.
L'intérieur du château du Bréau en 1911, par Walter Gay.
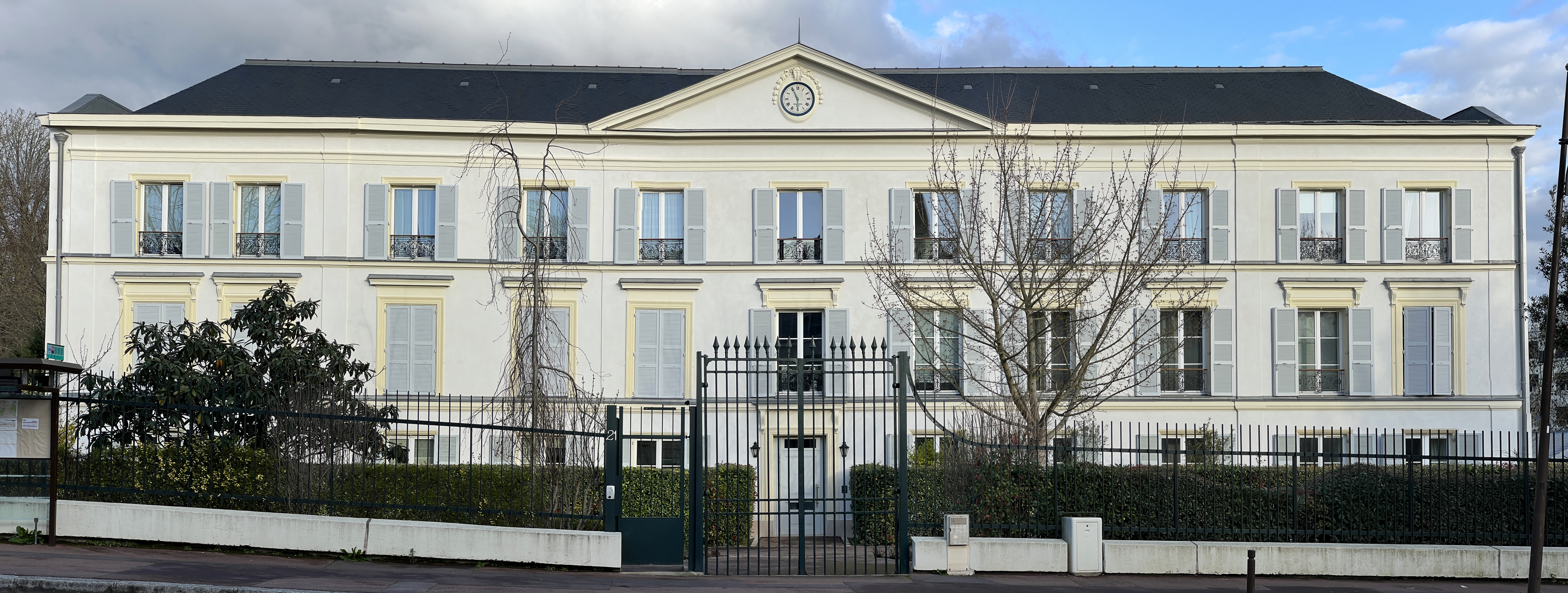
L'hôtel La Faulotte à Châtenay-Malabry.
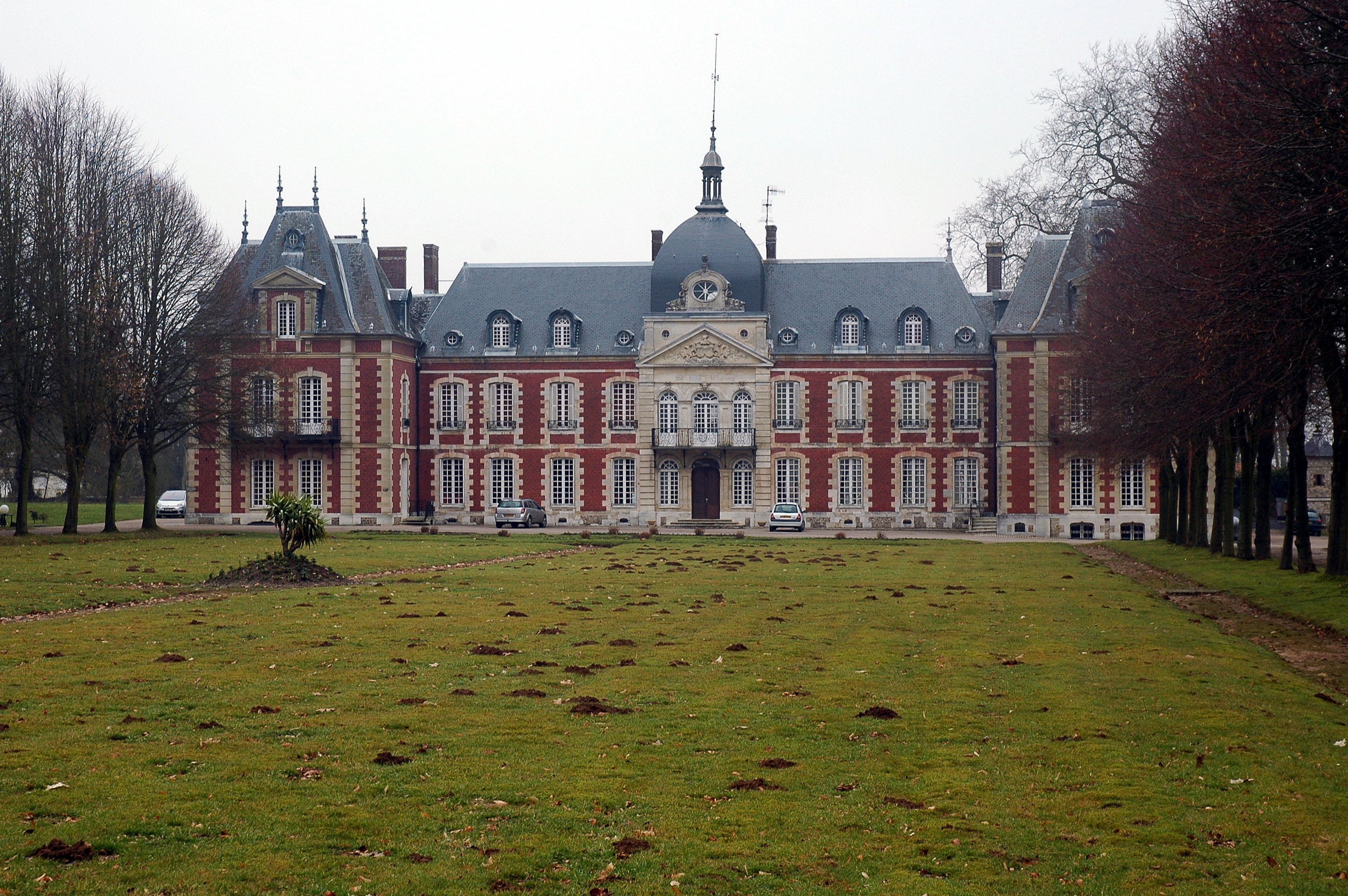
Le Château de Bois-Himont.

## Alliances
Les principales alliances de la famille Etignard de La Faulotte furent : Anisson du Perron, d'Avout d'Auerstaedt, Bacot, Blouin du Bouchet, Brunet d'Evry, de Cools, Dimier de La Brunetière, Le Peletier d'Aunay, Martin du Nord, de Monti, Pajol, de Romans, Rodrigues-Henriques, Goüin, de Saint-Phalle, O'Connor, etc.

## Pour approfondir

#### Ouvrages généraux
- Christophe Charle, « Noblesse et élites en France au début du XXe siècle », in Les noblesses européennes au XIXe siècle. Actes du colloque de Rome, 21-23 novembre 1985. Rome : École Française de Rome, 1988. pp. 407-433. (Publications de l'École française de Rome, 107).
- Éric Mension-Rigau, Enquête sur la noblesse : la permanence aristocratique, Paris, Perrin, 2019, 393 p.
- Éric Mension-Rigau, Aristocrates et grands bourgeois. Éducation, traditions, valeurs (version allégée de la thèse), éditions Plon, 1994, 515 p. ; rééd. Pluriel-Hachette 1996 ; rééd. éditions Perrin, 1997, rééd. Tempus 2007.
- Éric Mension-Rigau, Singulière noblesse : l'héritage nobiliaire dans la France contemporaine, Paris, Fayard, 2015, 377 p.

#### Ouvrages à caractère de sources

##### Sources primaires (documents issus de la famille)
- Charles Bocher, Mémoires de Charles Bocher (1816-1907), précédés des Souvenirs de famille (1760-1816), tome Ier, Paris, Flammarion, 1907-1909, [lire en ligne], p. 25, 60 et 119, 436 p.
- Malvina de Lafaulotte, Souvenirs et vérités, Paris, Plon, Nourrit et Cie, 1884, [lire en ligne] ;
- Jacques-Léon Etignard de La Faulotte, Notice sur la famille nivernaise Etignard de La Faulotte, Rougier et Cie, Paris, 1887.

##### Autres sources
- Louis Bergeron, Banquiers, négociants et manufacturiers parisiens du Directoire à l'Empire, De Gruyter, 2020, [lire en ligne], p. 25, 60 et 119, 436 p.
- Edmond Bonnaffé, Les propos de Valentin, Paris, J. Rouam éditeur, 1886, 110 p.
- André Borel d'Hauterive, Annuaire des pairies et des maisons souveraines de l'Europe : Principales alliances 1878-1879, Paris, Dentu - Sauton, 1880, 411 p.
- Gustave Chaix d'Est-Ange, Dictionnaire des familles françaises anciennes ou notables à la fin du XIXe siècle. Fab-Fei., Evreux, 1921, [lire en ligne], p. 468 et suivantes, 495 p.
- Adrien Chévrier, Un nouveau code pénal, Paris, Marchal, Brillard et cie, 1884, 64 p.
- Anne Dugast, « Le chantier de bois de la Madeleine », in Autour de la Madeleine : art, littérature et société (coll.), dir. Béatrice de Andia, Paris, Action artistique de la ville de Paris, 2005, p. 79, 237 p.
- Paul Eudel, L'hôtel Drouot et la curiosité en 1885-1886, Paris, Charpentier et cie, 1887, 466 p.
- Amédée Jullien, La Nièvre à travers le passé, Nevers, 1883, 318 p.
- Auguste de La Force, La fin de la douceur de vivre : Souvenirs (1878-1914), Paris, Plon, 1961, 258 p.
- Théophile de Lamathière, Panthéon de la Légion d'honneur, Paris, Dentu, 1875-1911, [lire en ligne], p. 230, 528 p.
- Charles Mannheim, Objets d'art de curiosité et d'ameublement, tapisseries, tableaux : résumé du catalogue, collection de Lafaulotte, Paris, 1886, [lire en ligne], 52 p.
- Xavier Mauduit, Le Ministère du faste : la Maison de l'empereur Napoléon III, Paris, Fayard, 2018, 456 p.
- Pierre Molkhou, Brémontier-Merval : un archipel de lumières, Brémontier-Merval, 2013, 36 p.
- Jean d'Ormesson, Qu'ai-je donc fait ?, Paris, Robert Laffont, 2008, 367 p.
- Pauline de Broglie (épouse de Jean de Pange), « Comment j'ai vu 1900 » in Revue des deux mondes (1829-1971), 1962, p. 329-341.
- Marie-Hélène Simonin, L'approvisionnement de Paris en bois de la Régence à la Révolution (1715-1789) - Thèse pour le Doctorat ès sciences économiques, FeniXX réédition numérique, [lire en ligne], p. 180, 200, 207, 259, 263, 269, 306, 310, 315, 320, 394 p.
- Georges Richard de Soultrait, « Etignard de La Faulotte », in Armorial historique et archéologique du Nivernais, tome Ier, Nevers, Michaut, 1879, [lire en ligne], p. 266-267, 282 p.
- Luc-Normand Tellier , Face aux Colbert : les Le Tellier, Vauban, Turgot... et l'avènement du libéralisme, Québec, Presses de l'Université du Québec, 1987, [présentation en ligne], 816 p.
- Joseph Valynseele, Les maréchaux du Premier Empire, leur famille et leur descendance, Paris, 1957, [lire en ligne], p. 167, 360 p.
- Adolphe de Villenaut, Nobiliaire de Nivernois. Familles de gentilshommes fixées en Nivernois et y étant en possession de la noblesse avant 1560, avec notices nivernaises de leurs alliances, volume 2, Nevers, G. Vallière, 1900, [lire en ligne], p. 614-615, 674 p.